# Dècada del 1050

## Esdeveniments
- Fundació de Tombuctú.
- Predicació del budisme al Tibet.
- 1054- S'esdevé el Cisma d'Orient.
- Consagració de la catedral de Barcelona.
- 1059 - A partir d'aquesta data només els cardenals poden escollir el nou Papa.
- Els anasazi americans migren per defensar-se dels seus enemics.
- La Dinastia almoràvit conquereix gran part d'Àfrica del Nord.
- Auge de l'art romànic.
- Comencen a usar-se els donjons.

## Personatges destacats
- Ferran I de Castella
- Sanç IV de Navarra